# Henri Häkkinen
Henri Häkkinen (Joensuu, 16 de junho de 1980) é um atirador olímpico finlandês, medalhista olímpico.

## Carreira
Henri Häkkinen representou a Finlândia nas Olimpíadas, em 2008, conquistou a medalha de bronze em 2008, no Rifle 10m.